# Qadr 110
Qadr 110 (persky قدر١١٠‎) je íránská balistická raketa středního doletu. Raketa má podle íránských zdrojů dosah 2 500 až 3 000 km.

## Vývoj
Qadr 110 je v podstatě zdokonalenou raketou Šaháb-3. Tato raketa má na rozdíl od rakety Šaháb-3, která má oba raketové stupně na kapalné pohonné hmoty, první stupeň na KPH a druhý stupeň na TPH. Díky této úpravě má tato raketa lepší manévrovatelnost při letu. Předletová příprava se díky tomu snížila z několika hodin na 30 minut. K přepravě rakety se využívá mobilního tahače.